# Dierks Bentley
Dierks Bentley (Phoenix, 20 de novembro de 1975) é um cantor de música country estadunidense.

## Biografia
Bentley nasceu em 20 de novembro de 1975 em Phoenix, Arizona. Participou da Culver Academies. Depois de se formar na Escola Lawrenceville, aos 19 anos Bentley se mudou para Nashville, Tennessee. Bentley passou um ano na Universidade de Vermont, antes de se mudar para a Universidade de Vanderbilt, em Nashville, Tennessee, onde se graduou em 1997.

## Vida pessoal
Bentley se casou com Cassidy Black em 17 de dezembro de 2005, no México. Eles vivem em Nashville, Tennessee, com o seu cão Jake (que já apareceu em alguns dos vídeos de Dierks) e George. O casal recebeu seu primeiro filho, Evelyn Day Bentley (apelidada de "Evie"), em 4 de outubro de 2008. Sua segunda filha, Jordan Catherine Bentley, nasceu em 25 de dezembro de 2010.

## Discografia

### Álbuns de estúdio
- Don't Leave Me in Love (2001)
- Dierks Bentley (2003)
- Modern Day Drifter (2005)
- Long Trip Alone (2006)
- Feel That Fire (2009)
- Up on the Ridge (2010)
- Home (2012)
- Riser (2014)[6]

- Este artigo foi inicialmente traduzido, total ou parcialmente, do artigo da Wikipédia em castelhano cujo título é «Dierks Bentley», especificamente desta versão.

1. ↑  «Dierks Bentley Opens Up About His Childhood and Finds a Fan in Bruce Springsteen» (em inglês). Consultado em 12 de junho de 2014
2. ↑  «Jumping into hockey with both boots» (em inglês). Consultado em 1 de junho de 2014
3. ↑  «Dierks Bentley Elopes to Mexico». CMT (em inglês). Consultado em 12 de junho de 2014
4. ↑  «Dierks Bentley: Baby Bliss» (em inglês). Consultado em 13 de junho de 2014
5. ↑  «Country Star Dierks Bentley Welcomes Daughter». Consultado em 13 de junho de 2014
6. ↑  Nicholson, Jessica (13 de maio de 2013). «Dierks Bentley Readies New Album». MusicRow. Consultado em 13 de junho de 2014